# Zoološki vrt Berlin
Zoološki vrt Berlin (njemački: Zoologischer Garten Berlin) najstariji je zoološki vrt u Njemačkoj. Prostire se na 35 hektara blizu centra grada i najbogatiji je ZOO na svijetu s više od 19.000 životinja.

## Poznate životinje
- polarni medvjed Knut (2006. – 2011.)

## Vanjske poveznice
- Službena stranica  Arhivirana inačica izvorne stranice od 23. svibnja 2014. (Wayback Machine) (njem.)(engl.)